# Music from and Inspired by the Motion Picture 8 Mile
Music from and Inspired by the Motion Picture 8 Mile es el álbum oficial con la banda sonora original de la película 8 Mile protagonizada por el cantante de rap Eminem. Publicada por Interscope Records y Shady Records en 2002, lleva 3 millones de copias vendidas. La canción más destacada es Lose Yourself, la cual ganó un Oscar.

## Información del álbum
El álbum debutó en el número uno en los U.S. Billboard 200 Albums Chart de ese año con más de 702.000 copias vendidas, y terminó el año como el quinto mejor álbum más vendido de 2002, con ventas en EE. UU. de 3,2 millones, a pesar de sólo dos meses después de su lanzamiento. También alcanzó el #1 en el Reino Unido Compilations Charhe y ARIAnet Albums Charts. Gran parte de las listas musicales en el mundo incluyeron en el #1 el sencillo de Eminem "Lose yourself". También dio lugar a la siguiente banda sonora de la película, More Music from 8 Mile, que está compuesto de sencillos alrededor del 1995, tiempo en que transcurre la trama. También se creó una edición limpia (sin palabras fuertes o groserías) removiendo la mayoría de la letra fuerte y el contenido violento. La censura es bastante coherente en comparación con la mayoría de los otros álbumes de Eminem. Algunas de las canciones como "Adrenaline Rush", donde la palabra "fuck" se usa 34 veces, son difíciles de entender debido a la edición heavy. Sin embargo, la versión de 50 Cent "Wanksta" es menos censurada aquí de lo que está en "Get Rich or Die Tryin'". En "Rap Game", "White House" y "Cheney" se censura el segundo verso, interpretado por Eminem, cuando dice "...Yo fumare cuando la Casa Blanca sea eliminado.../...Cuando veo que el pequeño Cheney se tiró afuera...".

## Lista de canciones
| #            | Título                         | Productor(es)                   | Intérpretes(s)              | Duración |
| ------------ | ------------------------------ | ------------------------------- | --------------------------- | -------- |
| 1            | "Lose yourself"                | Eminem, L. Resto, J. Bass       | Eminem                      | 5:20     |
| 2            | "Love Me"                      | Eminem                          | Eminem, Obie Trice, 50 Cent | 4:30     |
| 3            | "8 Mile"                       | Eminem                          | Eminem                      | 6:00     |
| 4            | "Adrenaline Rush"              | Red Spyda                       | Obie Trice                  | 3:48     |
| 5            | "Places to Go"                 | Eminem                          | 50 Cent                     | 4:15     |
| 6            | "Rap Game"                     | D. Porter, Eminem               | D12, 50 Cent                | 5:53     |
| 7            | "8 Miles and Runnin'"          | Eminem                          | Jay-Z, Freeway              | 4:08     |
| 8            | "Spit Shine"                   | D. Porter                       | Xzibit                      | 3:39     |
| 9            | "Time of My Life"              | D. Ross, J. Gamble, M. Elizondo | Macy Gray                   | 4:21     |
| 10           | "U Wanna Be Me"                | C. Thompson, Nas                | Nas                         | 3:50     |
| 11           | "Wanksta"                      | J. Freeman, Sha Money XL        | 50 Cent                     | 3:38     |
| 12           | "Wasting My Time"              | K. Manning, M. Pradler          | Boomkat                     | 3:37     |
| 13           | "R.A.K.I.M."                   | D. Porter                       | Rakim                       | 4:23     |
| 14           | "That's My Nigga Fo' Real"     | D. Ross, J. Gamble              | Young Zee                   | 4:45     |
| 15           | "Battle"                       | DJ Premier, Guru                | Gang Starr                  | 2:56     |
| 16           | "Rabbit Run"                   | Eminem, L. Resto                | Eminem                      | 3:10     |
| Bonus tracks |                                |                                 |                             |          |
| 1            | "Rap Name"                     | Eminem                          | Obie Trice                  | 5:02     |
| 2            | "Stimulate"                    | Eminem                          | Eminem                      | 5:03     |
| 3            | "'Till I Collapse" (Freestyle) | Eminem                          | 50 Cent                     | 1:26     |
| 4            | "Gangsta"                      | Mel-Man                         | Joe Beast                   | 3:35     |
| 5            | "The Weekend"                  |                                 | Brooklyn                    | 3:05     |
| 6            | "California"                   |                                 | Shaunta                     | 3:27     |

More Music from 8 Mile (CD 2):

"Shook Ones Pt. II" de Mobb Deep
"Juicy" de The Notorious B.I.G.
"Gotta Get Mine" de |MC Breed y 2Pac
"Feel Me Flow" de Naughty by Nature
"Player's Ball" de OutKast
"Get Money" de Junior M.A.F.I.A.
"I'll Be There for You/You're All I Need to Get By" de Method Man y Mary J. Blige
"Shimmy Shimmy Ya" de Ol' Dirty Bastard
"Bring da Pain" de Method Man
"C.R.E.A.M." de Wu-Tang Clan
"Runnin'" de The Pharcyde
"Survival of the Fittest" de Mobb Deep

## Posición en las listas musicales

### Álbum
| Año  | Lista                        | Posición |
| ---- | ---------------------------- | -------- |
| 2002 | Billboard 200                | 1        |
| 2003 | Billboard 200                | 1        |
| 2003 | Australian ARIA Albums Chart | 1        |

### Sencillos
| Año  | Sencillo        | Lista                            | Posición |
| ---- | --------------- | -------------------------------- | -------- |
| 2002 | "Lose Yourself" | The Billboard Hot 100            | 1        |
| 2002 | "Lose Yourself" | Modern Rock Tracks               | 14       |
| 2002 | "Lose Yourself" | Hot Rap Tracks                   | 2        |
| 2002 | "Lose Yourself" | Hot R&B/Hip-Hop Singles          | 4        |
| 2003 | "Wanksta"       | The Billboard Hot 100            | 13       |
| 2003 | "Wanksta"       | Hot Rap Tracks                   | 3        |
| 2003 | "Wanksta"       | Hot R&B/Hip-Hop Singles & Tracks | 4        |
| 2003 | "8 Mile"        | Hot R&B/Hip-Hop Singles          | 54       |

- Datos: Q274911